# Leshkam
Leshkam (em persa: لشكام, romanizada como Leshkām; também conhecida como Leshkām-e Bālā Maḩalleh) é uma aldeia do distrito rural de Dehshal, situada no distrito central de Astaneh-ye Ashrafiyeh, na província de Gilan, no Irã. No censo de 2006, sua população era de 478, em 141 famílias.